# Malabarismo de arremesso

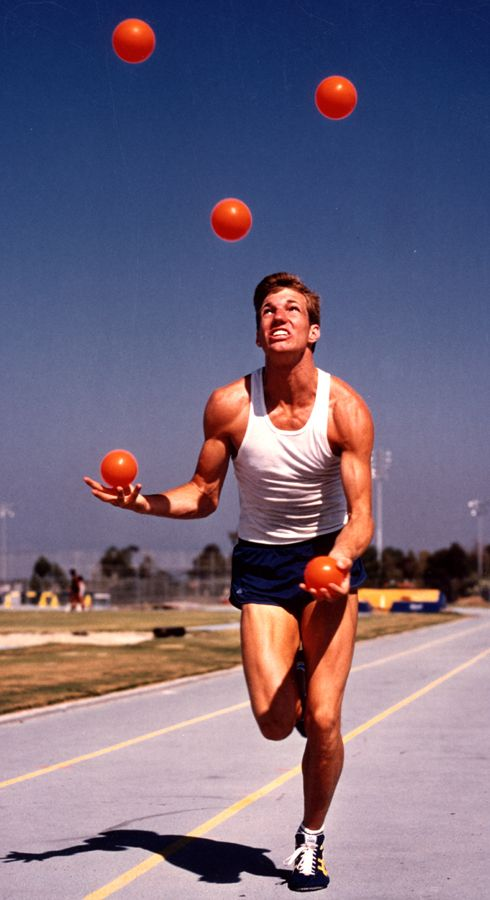
O malabarista Owen Morse, duas vezes recordista mundial do Guinness, durante o festival de 1988 da Associação Intetrnacional de Malabaristas.

O malabarismo de arremesso é a forma de malabarismo mais popular, sendo mais reconhecida apenas como 'malabarismo'. Essa forma de malabarismo pode ser usado como uma arte performática, um esporte, uma forma de exercício, de meditação, uma atividade recreativa ou um hobby.
No malabarismo de arremesso, objetos - como bolas, beanbags, anéis, claves, etc. são lançados no ar e apanhados. O malabarismo é, assim, uma forma de manipulação de objetos.

## Técnicas e padrões de malabarismo
O malabarismo de arremesso tem vários princípios e padrões básicos. A maioria dos padrões mais complexos são variações dos básicos e todos os malabarismos devem estar de acordo com esses princípios básicos.

### Princípios básicos
O malabarismo de arremesso é, de acordo com a maioria das fontes, o arremesso e a captura de objetos, em que há mais objetos do que mãos (ou às vezes outras partes do corpo) fazendo o arremesso e a captura. Três bolas lançadas e apanhadas entre as duas mãos é um malabarismo de arremesso, pois há mais bolas do que mãos. Duas bolas entre duas mãos não seriam consideradas malabarismo, pois o número de bolas e mãos é igual.

### Padrões básicos
Existem três padrões básicos no malabarismo com muitas variações, algumas extremamente complexas, baseadas nesses padrões básicos.

#### Shower
O shower é o padrão mais comumente representado em fotos e ilustrações de malabaristas. Os objetos manipulados seguem um padrão circular com uma mão fazendo arremessos mais altos e a outra mão passando ou fazendo arremessos baixos para a primeira mão. Esse padrão pode ser usado para fazer malabarismos com um número ímpar ou par de objetos. Na notação siteswap, um shower de três objetos seria indicado por '51'.

#### Cascata
O padrão cascata costuma ser o primeiro ensinado aos malabaristas iniciantes. Os objetos manipulados seguem um padrão horizontal em forma de oito com cada mão jogando o objeto na mesma altura quando o arremesso anterior atinge seu pico. Esse padrão é mais comumente usado para manipular um número ímpar de objetos. Na notação siteswap, uma cascata de três objetos seria chamada de '3'.

#### Fonte
A fonte é o padrão em que cada mão joga e pega objetos, sendo que eles não se transferem para a mão oposta. Esse padrão é mais comumente usado para fazer malabarismos com um número par de objetos. Na notação siteswap, uma fonte de quatro objetos seria chamada de '4'.

### Padrões e truques avançados
Além da cascata (ou cascata reversa), outros padrões de lançamento incluem a caixa, a coluna e qualquer número de padrões múltiplos ou truques de malabarismo de contato dentro do padrão.
Há também divertidas acrobacias como o ioiô e o Robô, que dão a ilusão de que as bolas estão conectadas umas às outras ou ao corpo do malabarista. Ao adicionar habilidades elementares a qualquer padrão de malabarismo, o padrão pode ser aumentado, gradualmente, em complexidade.
Existem padrões complexos, como o Mills' Mess, e suas variações. Para um determinado padrão, qualquer número de variantes pode ocorrer ao malabarista, por exemplo, Mills' Mess tem pelo menos três variantes bem conhecidas, produzidas pela adição de floreios e adereços diversos. "Mills" refere-se coloquialmente a qualquer padrão de malabarismo em que as mãos se cruzam para frente e para trás umas sobre as outras. Qualquer padrão válido na notação siteswap pode ser feito nas modalidades "vanilla", reverse e em Mills.

## Desempenho
O malabarismo tem sido desenvolvido como uma habilidade por milhares de anos. O malabarismo de arremesso tem sido significativo em preformances e continua a ser uma parte importante das apresentações de malabarismo até os dias atuais. As apresentações de malabarismo são de dois tipos principais: uma performance que mostra a habilidade técnica do malabarista e uma performance de malabarismo com comédia. Todos os tipos de apresentações podem ser acompanhados por música, outras habilidades circenses ou outros artistas.

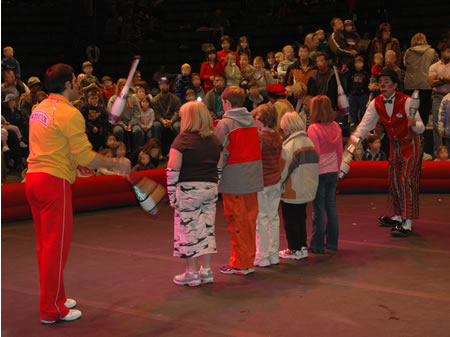
Par de malabaristas realizando passes básicos (passing) de duas pessoas com claves.

## Passingefeeding
Passing é a habilidade de malabarismo de lançar objetos entre dois ou mais malabaristas. A combinação de passes mais comum é quando dois malabaristas jogam seis objetos entre eles e executam vários truques além desse padrão básico. O número de objetos manipulados entre duas pessoas pode ser aumentado com a passagem de 7, 8 e até 9 objetos sendo uma ocorrência comum. Números mais altos também foram alcançados com o recorde atual de passagem de claves sendo 13 claves passadas entre dois malabaristas.
Uma variação do passing, chamada feeding, é realizada por três ou mais malabaristas. A combinação mais comum é realizada por três malabaristas: um malabarista (o feeder) passa alternadamente para cada um dos outros dois malabaristas (os feedees) enquanto eles ficam em um 'triângulo'. O ritmo do malabarismo, bem como a forma como os objetos são lançados entre os malabaristas, pode ser variado. O feeding pode ser realizado com diferentes números de feeders e feedees.
Os truques de passing e feeding no malabarismo variam do simples aos muito complexos. Novos padrões e truques são desenvolvidos e praticados em convenções de malabarismo.

## Esporte
Como esporte, o malabarismo pode ser feito de forma competitiva, com os malabaristas tentando melhorar as manobras ou performances de outros malabaristas dentro de uma variedade de disciplinas e categorias. As competições são realizadas para competidores individuais e múltiplos de malabarismo. Jason Garfield popularizou essa forma de malabarismo nos EUA. Este estilo de malabarismo tornou-se mais popular depois que ele organizou uma competição da World Juggling Federation em 2004, que agora se tornou um evento anual.

## Exercício e condicionamento físico
Como exercício, o malabarismo é uma atividade altamente aeróbica, aumentando a frequência cardíaca e a respiração . O malabarismo ajuda a desenvolver uma boa coordenação mão-olho, aptidão física e equilíbrio.

### Reflexos

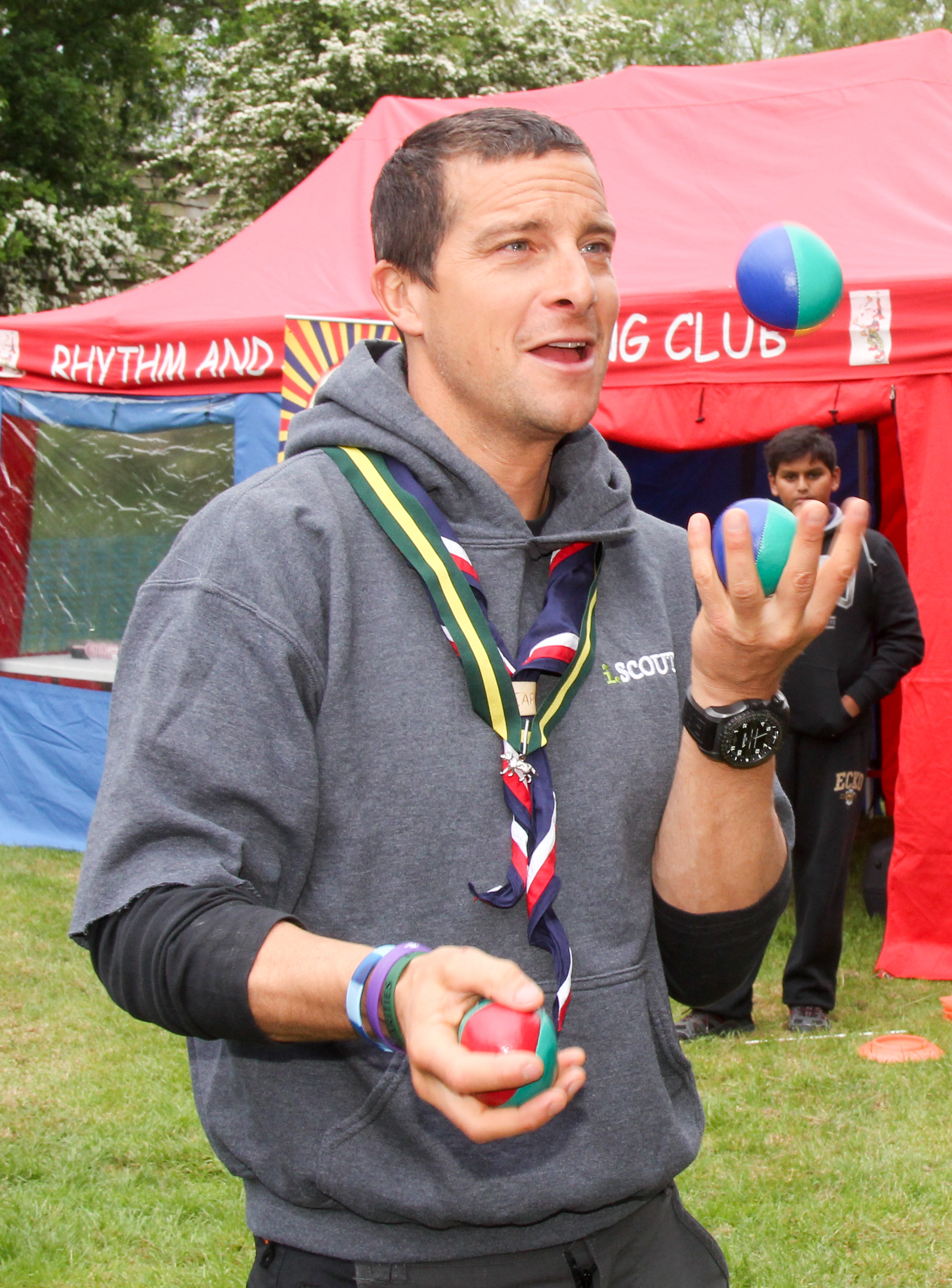
Bear Grylls fazendo malabarismo em 2016.

O malabarismo ajuda a desenvolver reflexos rápidos e, de fato, os malabaristas desenvolvem "reflexos de ordem superior", reflexos não tipicamente associados à atividade humana normal. Esses reflexos são formados pela repetição do que são, a princípio, processos lentamente aprendidos e difíceis. À medida que os vários processos se desenvolvem em ações reflexivas, habilidades adicionais, mais difíceis ou complexas são "sobrepostas" às habilidades anteriores bem desenvolvidas. Essas novas habilidades mais complexas eventualmente se tornam mais reflexivas e, eventualmente, vários reflexos incomuns de alta ordem se desenvolvem. Um exemplo é que, embora pegar um ovo de galinha possa ser bastante desafiador para um malabarista novato, um malabarista mais habilidoso pode ser capaz de pegar facilmente — sem quebrar — um ovo jogado em sua direção sem aviso prévio.

## Meditação
Paradoxalmente, os mesmos processos que são conhecidos por exercitar o corpo, também podem ser uma atividade muito relaxante. Como meditação, fazer malabarismos com um padrão ou padrões repetidos pode distrair a mente do estresse que se podem encontrar em suas vidas diárias. Os malabaristas descreveram um fenômeno de quase desencarnação e tranquilidade que podem ocorrer durante o malabarismo. O constante subir e descer dos objetos e a regularidade dos ritmos podem se tornar quase hipnóticos, e a atenção de um malabarista, enquanto fortemente focada no padrão do malabarismo, pode parecer expandir e até mesmo "englobar o universo".

## Lazer
Como uma atividade recreativa, o malabarismo se destaca de várias maneiras. Além dos benefícios à saúde mencionados anteriormente, qualquer forma de malabarismo é melhor quando feita socialmente. O equipamento é barato ou gratuito — embora equipamentos muito caros também estejam disponíveis — e facilmente portátil. O malabarismo é ótimo para "quebrar o gelo" em festas e outros encontros sociais. Os malabaristas geralmente são do tipo amigável e geralmente estão muito dispostos a ajudar os malabaristas iniciantes com conselhos. Convenções de malabarismo, clubes e outras reuniões onde os malabaristas se reúnem podem ser ótimos lugares para conhecer e compartilhar a arte do malabarismo, para iniciantes especialistas e até mesmo 'não malabaristas' — que muitas vezes se veem fazendo algum tipo de malabarismo.

Em 1990, a Associação Internacional de Malabaristas estimou que 23% dos americanos conseguem fazer malabarismos com uma cascata de três bolas.